# 2024年パリオリンピックのアーチェリー競技
2024年パリオリンピックのアーチェリー競技（2024ねんパリオリンピックのアーチェリーきょうぎ）は、2024年7月25日から8月4日に開催されたオリンピックアーチェリー競技である。世界アーチェリー連盟 (WA) が管轄する。

## 概要
男女個人戦・団体戦及び混合団体の計5種目を実施。個人戦は男女64名ずつが出場、1カ国からは、団体戦に出場する国は男女それぞれ最大3名まで、その他の国は男女それぞれ最大1名まで出場可能。男女団体戦には男女12カ国ずつが出場する。また、混合団体戦には、本大会のランキングラウンドの成績（国ごとに最も良い成績の男女1名ずつの合計）上位16カ国が出場する。参加選手の総数は前回（東京大会）と同じ128名。

## 参加国
団体戦には開催国のフランス、2023年アーチェリー世界選手権（ドイツ・ベルリン）の上位3カ国のほか、地域別（アジア、ヨーロッパ、アメリカ）の予選（3カ国）や世界最終予選（3カ国）、世界ランキング（2カ国）を通じて出場権を得た国が出場する。団体戦の出場権を得た国は、団体戦に出場する3名の選手を個人戦にも出場させることができる。それ以外の国は個人戦に男女それぞれ1名まで出場させることができる。
団体戦の出場国を除く国の個人戦の出場枠（男女28名ずつ）は世界選手権の個人戦上位3カ国、地域別の予選（アジア、ヨーロッパ、アメリカ、オセアニア、アフリカ）の混合団体上位1カ国（男女1名ずつの出場権を得る）のほか、大陸別の予選や世界最終予選、招待などにより決定する。
出場権はNOCに与えられるため、NOCは出場枠を獲得した選手以外を派遣することもできるが、標準記録（Minimum Qualification Score）を達成している選手に限られる。
| NOC                      | 男子 | 男子 | 女子 | 女子 | 混合 | 合計   |
| NOC                      | 個人 | 団体 | 個人 | 団体 | 団体 | 選手数 |
| ------------------------ | ---- | ---- | ---- | ---- | ---- | ------ |
| アルゼンチン             | 1    |      |      |      |      | 1      |
| オーストラリア           | 1    |      | 1    |      | No   | 2      |
| オーストリア             |      |      | 1    |      |      | 1      |
| アゼルバイジャン         |      |      | 1    |      |      | 1      |
| バングラデシュ           | 1    |      |      |      |      | 1      |
| ブータン                 | 1    |      |      |      |      | 1      |
| ブラジル                 | 1    |      | 1    |      | Yes  | 2      |
| カナダ                   | 1    |      | 1    |      | No   | 2      |
| チャド                   | 1    |      |      |      |      | 1      |
| チリ                     | 1    |      |      |      |      | 1      |
| 中国                     | 3    | Yes  | 3    | Yes  | Yes  | 6      |
| コロンビア               | 3    | Yes  | 1    |      | Yes  | 4      |
| キューバ                 | 1    |      |      |      |      | 1      |
| チェコ                   | 1    |      | 1    |      | No   | 2      |
| デンマーク               |      |      | 1    |      |      | 1      |
| エジプト                 | 1    |      | 1    |      | No   | 2      |
| エルサルバドル           | 1    |      |      |      |      | 1      |
| エストニア               |      |      | 1    |      |      | 1      |
| フィンランド             | 1    |      |      |      |      | 1      |
| フランス                 | 3    | Yes  | 3    | Yes  | Yes  | 6      |
| ドイツ                   | 1    |      | 3    | Yes  | Yes  | 4      |
| イギリス                 | 3    | Yes  | 3    | Yes  | No   | 6      |
| ギニア                   |      |      | 1    |      |      | 1      |
| インド                   | 3    | Yes  | 3    | Yes  | Yes  | 6      |
| インドネシア             | 1    |      | 3    | Yes  | Yes  | 4      |
| イラン                   |      |      | 1    |      |      | 1      |
| イスラエル               | 1    |      | 1    |      | No   | 2      |
| イタリア                 | 3    | Yes  | 1    |      | Yes  | 4      |
| 日本                     | 3    | Yes  | 1    |      | Yes  | 4      |
| カザフスタン             | 3    | Yes  |      |      |      | 3      |
| ルクセンブルク           | 1    |      |      |      |      | 1      |
| マレーシア               |      |      | 3    | Yes  |      | 3      |
| メキシコ                 | 3    | Yes  | 3    | Yes  | Yes  | 6      |
| モルドバ                 | 1    |      | 1    |      | No   | 2      |
| モンゴル                 | 1    |      |      |      |      | 1      |
| オランダ                 | 1    |      | 3    | Yes  | No   | 4      |
| ポーランド               |      |      | 1    |      |      | 1      |
| プエルトリコ             |      |      | 1    |      |      | 1      |
| ルーマニア               |      |      | 1    |      |      | 1      |
| サンマリノ               |      |      | 1    |      |      | 1      |
| スロバキア               |      |      | 1    |      |      | 1      |
| スロベニア               | 1    |      | 1    |      | No   | 2      |
| 南アフリカ               | 1    |      |      |      |      | 1      |
| 韓国                     | 3    | Yes  | 3    | Yes  | Yes  | 6      |
| スペイン                 | 1    |      | 1    |      | Yes  | 2      |
| チャイニーズタイペイ     | 3    | Yes  | 3    | Yes  | Yes  | 6      |
| チュニジア               |      |      | 1    |      |      | 1      |
| トルコ                   | 3    | Yes  | 1    |      | Yes  | 4      |
| ウクライナ               | 1    |      | 1    |      | No   | 2      |
| アメリカ合衆国           | 1    |      | 3    | Yes  | Yes  | 4      |
| ウズベキスタン           | 1    |      | 1    |      | Yes  | 2      |
| ベトナム                 | 1    |      | 1    |      | No   | 2      |
| アメリカ領ヴァージン諸島 | 1    |      |      |      |      | 1      |
| Total: 53 NOCs           | 64   | 12   | 64   | 12   | 27   | 128    |

団体戦出場国
| 出場資格               | 男子                                   | 女子                                          |
| ---------------------- | -------------------------------------- | --------------------------------------------- |
| 開催国                 | フランス                               | フランス                                      |
| 世界選手権             | 韓国 トルコ 日本                       | ドイツ メキシコ                               |
| アジア選手権           | カザフスタン                           | 韓国                                          |
| パンアメリカン選手権   | コロンビア                             | アメリカ合衆国                                |
| ヨーロッパ選手権       | イタリア                               | オランダ                                      |
| 世界最終予選           | メキシコ チャイニーズタイペイ イギリス | 中国 マレーシア イギリス チャイニーズタイペイ |
| オリンピックランキング | インド 中国                            | インド インドネシア                           |

団体戦非出場国の個人戦出場枠獲得状況
| 出場資格                     | 男子 | 男子                                                   | 女子  | 女子                                                              |
| ---------------------------- | ---- | ------------------------------------------------------ | ----- | ----------------------------------------------------------------- |
| 世界選手権                   | 3    | カナダ (2位) ブラジル (3位) インドネシア (4位)         | 3→2   | チェコ (1位) 日本 (3位) アメリカ合衆国 (4位)                      |
| アジア競技大会（混合）       | 1→0  | インドネシア (3位)                                     | 1→0   | インドネシア (3位)                                                |
| ヨーロッパ競技大会（混合）   | 1    | スペイン (1位)                                         | 1     | スペイン (1位)                                                    |
| パシフィックゲームズ（混合） | 1    | オーストラリア (1位)                                   | 1     | オーストラリア (1位)                                              |
| パンアメリカン大会（混合）   | 1    | アメリカ合衆国 (1位)                                   | 1→0   | アメリカ合衆国 (1位)                                              |
| アフリカ選手権（混合）       | 1    | チャド (1位)                                           | 1     | チャド (1位)                                                      |
| アジア競技大会               | 2→1  | モンゴル (1位) 中国 (2位)                              | 2→0   | 中国 (3位) チャイニーズタイペイ (7位)                             |
| アジア予選                   | 2→0  | チャイニーズタイペイ インド                            | 2→1   | マレーシア ウズベキスタン                                         |
| ヨーロッパ競技大会           | 2    | ドイツ (1位) モルドバ (4位)                            | 2→1   | イギリス (1位) イタリア (3位)                                     |
| ヨーロッパ予選               | 3    | オランダ スロベニア ウクライナ                         | 3     | オーストリア エストニア トルコ                                    |
| オセアニア予選               | 1→0  | ―                                                      | 1→0   | ―                                                                 |
| パンアメリカン大会           | 2→1  | メキシコ (2位) チリ (3位)                              | 2     | ブラジル (2位) コロンビア (4位)                                   |
| パンアメリカン予選           | 2    | アメリカ領ヴァージン諸島 アルゼンチン                  | 2     | カナダ プエルトリコ                                               |
| アフリカ予選                 | 2    | エジプト 南アフリカ                                    | 2     | エジプト チュニジア                                               |
| 世界最終予選                 | 2→5  | ウズベキスタン バングラデシュ キューバ ベトナム チェコ | 2→8→6 | イラン ウクライナ モルドバ スロベニア ポーランド アゼルバイジャン |
| 招待                         | 2    | ブータン エルサルバドル                                | 2     | ギニア サンマリノ                                                 |
| 再配分（世界ランキング）     | 3    | イスラエル ルクセンブルク フィンランド                 | 1→3→5 | ルーマニア イスラエル デンマーク スロベニア ベトナム              |
| 合計                         | 28   |                                                        | 28    |                                                                   |

## 競技日程
日付は中央ヨーロッパ夏時間（UTC+2）。
| 日程 | 種目                       |
| ---- | -------------------------- |
| 7/25 | ランキングラウンド（男女） |
| 7/28 | 女子団体戦                 |
| 7/29 | 男子団体戦                 |
| 7/30 | 男女個人戦（1・2回戦）     |
| 7/31 | 男女個人戦（1・2回戦）     |
| 8/1  | 男女個人戦（1・2回戦）     |
| 8/2  | 混合団体戦                 |
| 8/3  | 女子個人戦（3回戦～決勝）  |
| 8/4  | 男子個人戦（3回戦～決勝）  |

## 競技形式
いずれの種目もリカーブボウを用いる。中心の円に当たれば10点。以下、得点となる円の帯が並んでいて、9点、8点…1点と外側に向かって点数が小さくなる。競技はランキングラウンド（個人戦・団体戦共通の予選）とトーナメント形式（3位決定戦あり）による本戦の2部構成で開催される。

### 個人戦（男子・女子）
ランキングラウンドでは1人が72射し、合計得点で1位から64位までの順位を決定する。トーナメントの組み合わせは1位対64位、2位対63位...と決定される。トーナメントでは、1射ずつ交互に放つ。1セット3射30点満点で得点の高い選手に2ポイント、同点の場合は両者に1ポイントが与えられる。6ポイント先取で試合に勝利する。両者が5ポイントで並んだ場合はシュートオフ（タイブレーク）を行う。シュートオフは1人1射ずつ行い、より中央に近い矢を放った方が勝利する。

### 男子・女子団体戦
ランキングラウンドの成績でトーナメントの組み合わせが決まる（上位4カ国は準々決勝にシードされる）。トーナメントでは、1セットに3選手が各2射し計6射60点満点で得点の高いチームに2ポイント、同点の場合は両チームに1ポイントが与えられる。5ポイント先取で試合に勝利する。両チームが4ポイントで並んだ場合はシュートオフを行う。シュートオフは1人1射ずつ行い、合計得点により勝者を決定する。合計得点が並んだ場合は、最も中央に近い矢を放ったチームが勝者となる。

### 混合団体戦
ランキングラウンドで国ごとに最も成績が良かった男女1人ずつのペアにより競われる。ランキングラウンドの成績でトーナメントの組み合わせが決まる（上位16カ国がトーナメントに進出する）。トーナメントでは、1セットに2選手が各2射し計4射40点満点で得点の高いチームに2ポイント、同点の場合は両チームに1ポイントが与えられる。5ポイント先取で試合に勝利する。両チームが4ポイントで並んだ場合は男女団体戦と同様のシュートオフを行い勝者を決定する。

## メダリスト
| 種目     | 金                                                        | 銀                                                                              | 銅                                                                        |
| -------- | --------------------------------------------------------- | ------------------------------------------------------------------------------- | ------------------------------------------------------------------------- |
| 男子個人 | キム・ウジン 韓国 (KOR)                                   | ブレイディ・エリソン アメリカ合衆国 (USA)                                       | イ・ウソク 韓国 (KOR)                                                     |
| 女子個人 | イム・シヒョン 韓国 (KOR)                                 | ナム・スヒョン 韓国 (KOR)                                                       | リザ・バルベラン フランス (FRA)                                           |
| 男子団体 | 韓国 (KOR) キム・ジェドク キム・ウジン イ・ウソク         | フランス (FRA) バプティスト・アディ トマ・シロール ジャン＝シャルル・ヴァラドン | トルコ (TUR) メテ・ガゾズ ウラシュ・テュメル アブドゥラ・ユルドゥルムシュ |
| 女子団体 | 韓国 (KOR) チョン・フニョン イム・シヒョン ナム・スヒョン | 中国 (CHN) 安琦軒 李佳蔓 楊暁蕾                                                 | メキシコ (MEX) アンヘラ・ルイス アレハンドラ・バレンシア アナ・バスケス   |
| 混合団体 | 韓国 (KOR) イム・シヒョン キム・ウジン                    | ドイツ (GER) ミヒェレ・クロッペン フロリアン・ウンルー                          | アメリカ合衆国 (USA) ケイシー・コーフホールド ブレイディ・エリソン        |